# Louis Renault (industrieel)

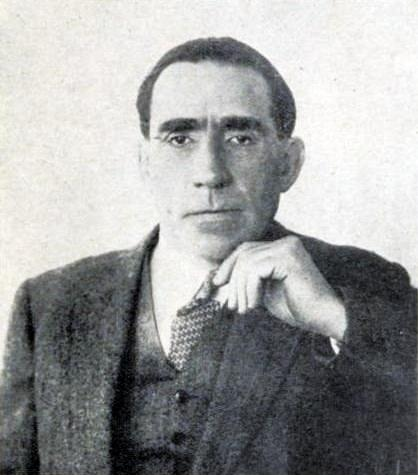
Louis Renault in 1929

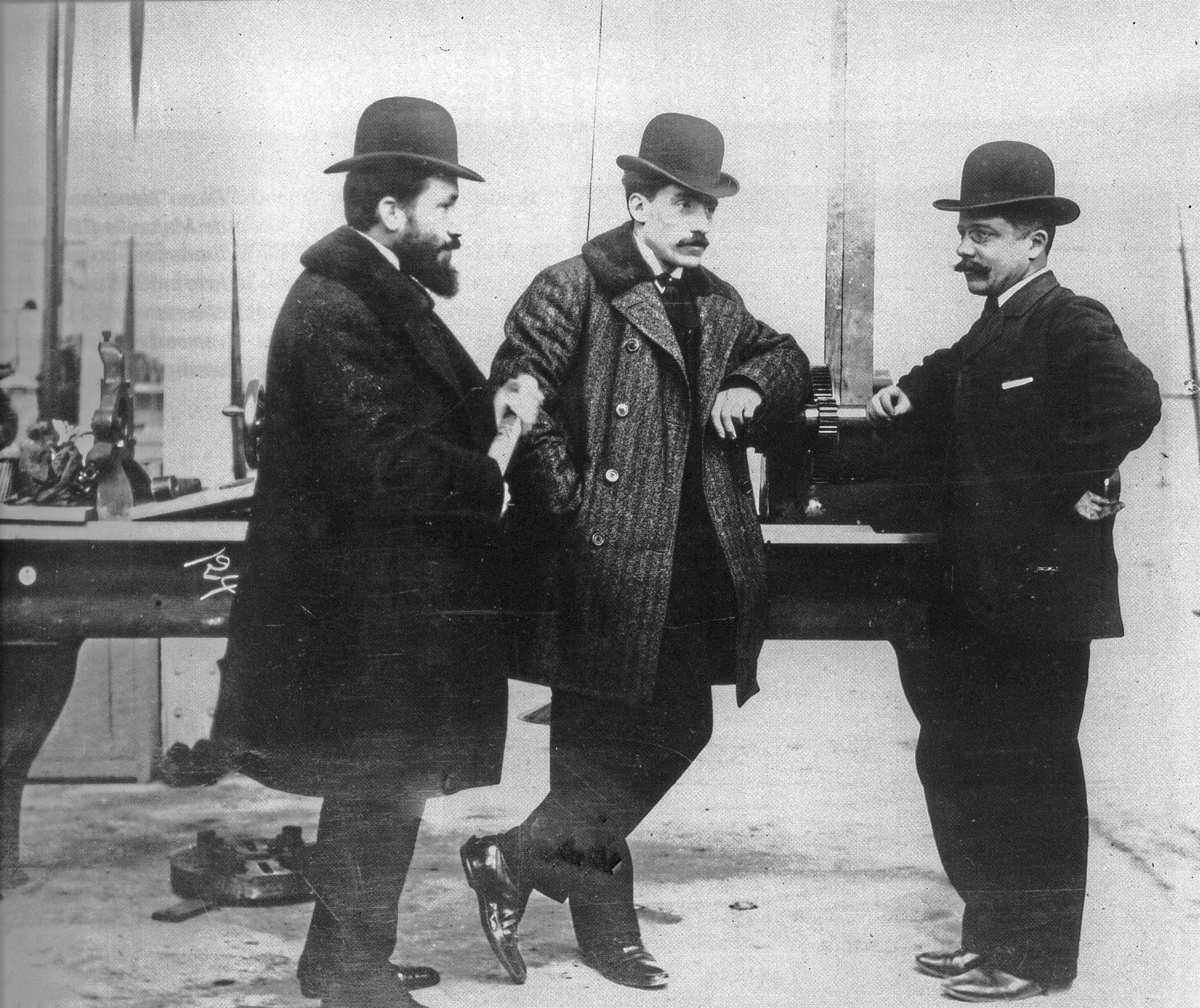
v.l.n.r. Marcel, Louis en Fernand Renault

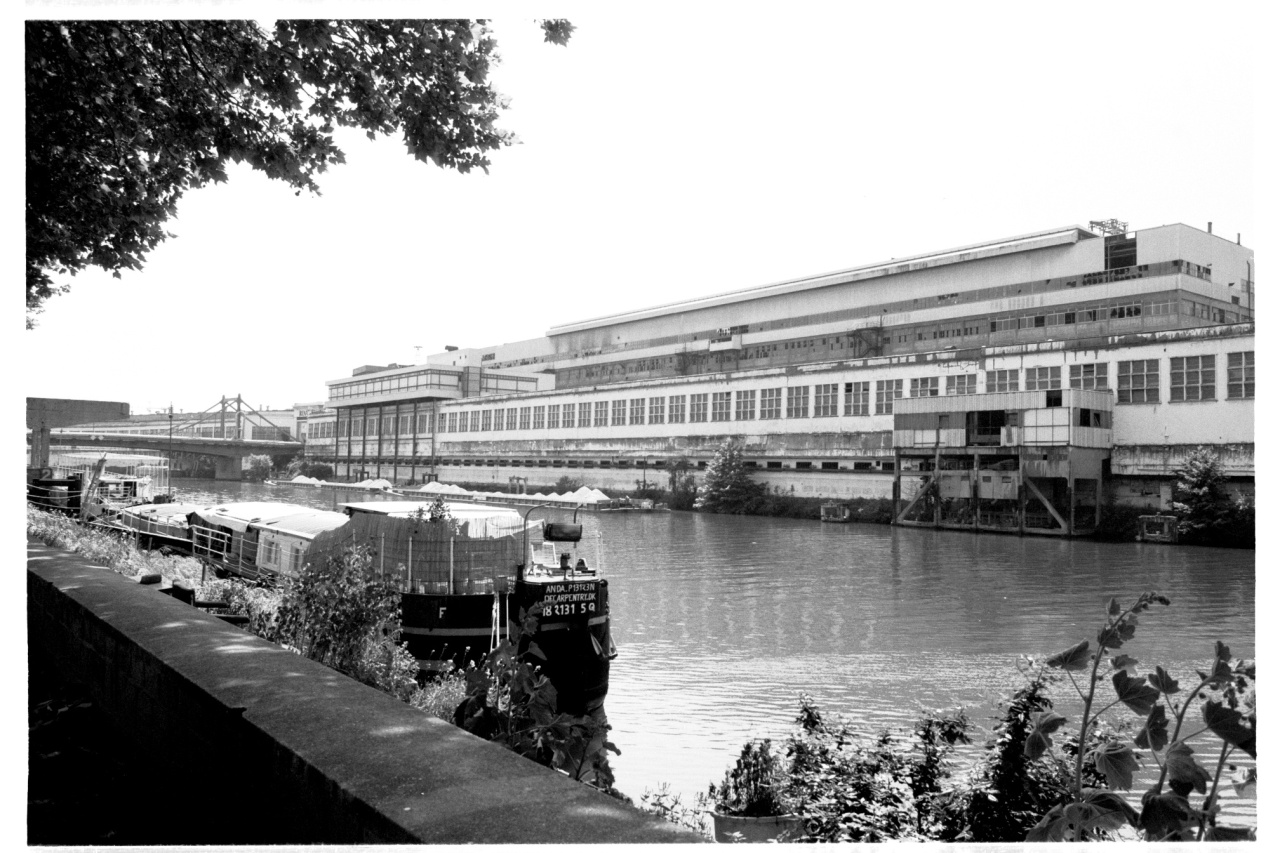
Renault fabriek op Ile Seguin

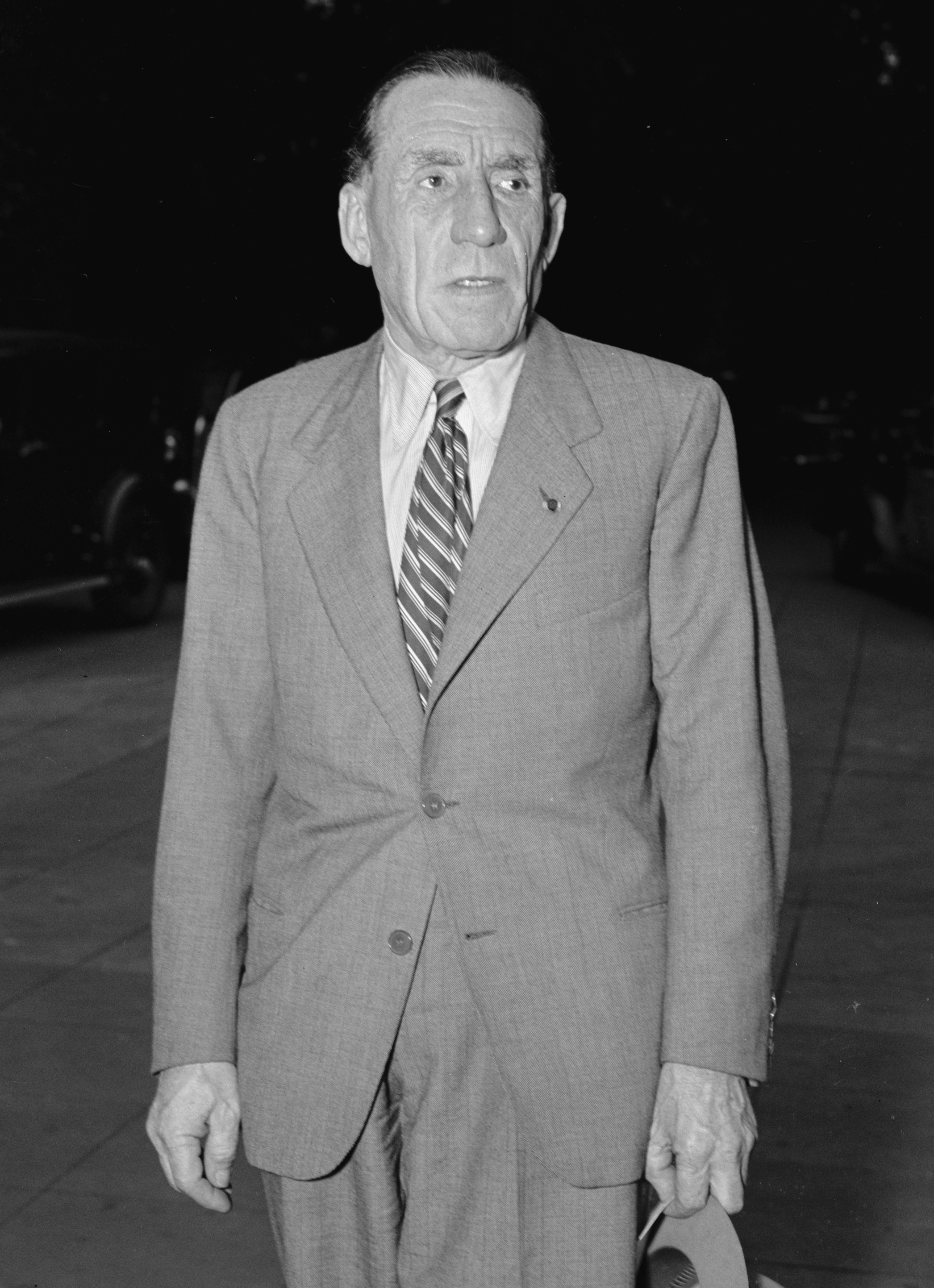
Louis Renault in Washington (juni 1940)

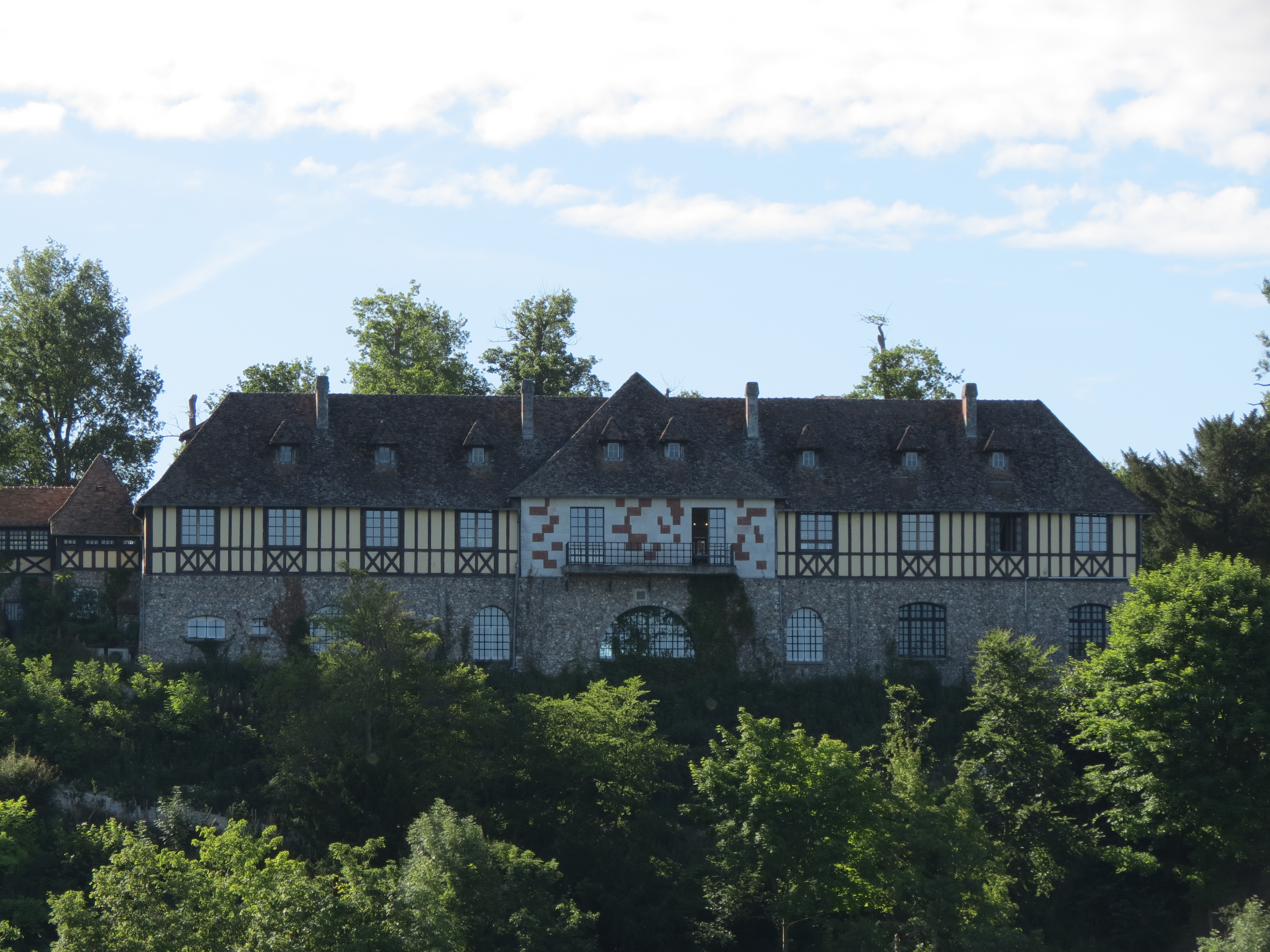
Chateau Renault in Herqueville

Louis Renault (Billancourt, 12 februari 1877 – Parijs, 24 oktober 1944) is de naamgever en stichter van het gelijknamige automerk en industrieel concern Renault.
Als jongste van vijf kinderen had hij een zus, Marie Berthe (1868-1889), en drie broers, Marie Joseph (1863-1886), Fernand (1865-1909) en Marcel (1872-1903). Zijn vader Alfred was een succesvolle zakenman en verdiende zijn geld met de verkoop van stoffen en knopen.
Toen Louis Renault 14 jaar oud was richtte hij een kleine werkplaats in achter het huis van de familie in Boulogne-Billancourt bij Parijs. Hij werkte aan motoren, bedacht oplossingen en diende patentaanvragen in. Studeren was niet zijn sterkste kant, maar hij was handig met een passie voor mechanica en elektriciteit.
Op zijn twintigste begaf Louis Renault zich in de wereld van de automobielen. Hij had zijn driewielige De Dion-Bouton omgebouwd naar een exemplaar met vier wielen en had deze tevens uitgevoerd met een versnellingsbak met tandwieloverbrenging en prise directe, iets wat een absolute primeur was in de tijd van de automobielpioniers.
Met zijn broers, Marcel en Fernand, richtte hij op 25 februari 1899 Renault Frères op. Marcel en Fernand zorgden voor het geld en Louis bracht de technische kennis in. De onderneming groeit snel, het bedrijf produceerde 2200 auto's in 1906, 3800 in 1908 en in 1910 staat de productie reeds op 6800 stuks. In 1903 kwam Marcel Renault om het leven bij een ongeval tijdens een rally van Parijs naar Madrid. Louis Renault nam de aandelen van zijn overleden broer over en Fernand ontwikkelde het verkoopnetwerk in Frankrijk, Europa en de Verenigde Staten. Louis bleef alleen als directeur toen Fernand zich terugtrok uit het bedrijf in 1909. Op 32-jarige leeftijd werd Louis Renault de enige aandeelhouder.
In april 1911 bezocht Louis Renault de fabrieken van Ford in de Verenigde Staten. Hij ontmoette Henry Ford en bij zijn terugkeer in Parijs wilde hij het succes van Ford evenaren. In 1913 telde het bedrijf al ruim 15.000 medewerkers en er werden voor het eerst meer dan 10.000 auto’s gefabriceerd.
Met het uitbreken van de Eerste Wereldoorlog werd het gebrek aan gemotoriseerde voertuigen in Frankrijk voelbaar. In september 1914 vervoerden 600 Renault taxi's soldaten naar het front. Louis Renault ging voor het leger produceren, naast personen- en vrachtwagens, rolden er granaten, onderdelen voor kanonnen, vliegtuigmotoren en ook FT-17 tanks de fabrieken uit. Voor zijn inzet werd hij beloond met de belangrijkste Franse nationale onderscheiding, het Legioen van Eer. Na de Vrede van Versailles (1919) hervatte Renault Frères de productie van automobielen.
In 1922 werd de eerste lopende band geïntroduceerd en in 1929 opende een moderne fabriek op Île Seguin in Boulogne-Billancourt de deuren, het werd een symbool van industriële vooruitgang. De beurskrach van 1929 deed de vraag naar automobielen fors inzakken. In 1930 kwam er weer een herstel mede door de introductie van nieuwe modellen, zoals de Nervastella, Reinasport en Nervasport. In 1933 kocht Renault de vliegtuigfabrieken van de gebroeders Caudron op.
Op 21 februari 1935 ontmoette hij Adolf Hitler in Berlijn, na een korte ceremoniële bijeenkomst op de Renault-stand op de Berlin Motor Show. Als pacifist en gefascineerd door de modernisering van Nazi-Duitsland, probeerde hij de Duitse rijkskanselier ervan te overtuigen dat de enige manier om de vrede in Europa te bewaren een economische overeenkomst tussen Frankrijk en Duitsland is.
Voor het uitbreken van de Tweede Wereldoorlog was Renault een belangrijke leverancier aan het Franse leger van vrachtwagens en  gevechtsvoertuigen zoals de Renault R35. In juni 1940 vloog Louis Renault naar de Verenigde Staten om de productie van tanks te versnellen. Tijdens zijn afwezigheid werd een groot deel van het Franse grondgebied bezet door Duitse troepen. In de oorlog produceerden zijn fabrieken voor de Duitsers.
Na de bevrijding van Frankrijk in 1944 werd Louis Renault gearresteerd op beschuldiging van collaboratie. Op 23 september 1944 meldde hij zich bij de autoriteiten, ondanks zijn ziekte werd hij onmiddellijk opgesloten in de gevangenis van Fresnes. Hij stierf een maand na zijn opsluiting op 24 oktober, en nog voordat de rechtszaak tegen hem was aangevangen. Hij was 67 jaar oud.
Louis Renault ligt begraven in Herqueville, een plaats waar zijn kasteel staat en een deel van zijn agrarische landgoed ligt.
Renault Frères wordt op 16 januari 1945  genationaliseerd en hernoemd tot Régie Nationale des Usines Renault.

## Privé
Na een lange affaire met de zangeres Jeanne Hatto, trouwde Louis op 26 september 1918 met Christiane Boullaire. Jean-Louis (1920-1982) is de enige zoon uit dit huwelijk.

## Naslagwerken
- Rhodes, Anthony Louis Renault. A biography, Cassel, London (1969) ISBN  0304933848
- Dingli, Laurent Louis Renault, Flammarion, Parijs (2000) ISBN 2080679465
- Mouret, Jean-Noël Mouret Louis Renault, Gallimard/Folio (2009) ISBN 978-2070338221

- Bibliothèque nationale de France: cb11952325j (data)
- Gemeinsame Normdatei: 119374471
- International Standard Name Identifier: 0000 0000 5538 0101
- Library of Congress Control Number: n82156867
- Base Léonore: LH//2292/15
- Nationale Bibliotheek van Tsjechië: xx0011535
- Nationale Bibliotheek van Israël: 987007274443105171
- Nationale Bibliotheek van Polen: a0000003736856
- Nederlandse Thesaurus van Auteursnamen: 071071881
- Système universitaire de documentation: 027496538
- Virtual International Authority File: 35265056
- WorldCat: E39PBJpV9f93YbKwPTqcpk9xDq